# Limnephilus znojkoi
Limnephilus znojkoi là một loài Trichoptera trong họ Limnephilidae. Chúng phân bố ở miền Cổ bắc.